# Сава Иванов
Сава Николов Иванов е български офицер, контраадмирал (генерал-майор) от резерва и масон, член на ложата „Черноморски приятели“.

## Биография
Роден е на 3 ноември 1891 г. в Търново. Потомък е на Кольо Фичето. През 1910 г. завършва Военното училище в София, а през 1914 г. завършва и морски кадетски курс в Санкт Петербург. От 1912 до 1913 г. служи в Портовата рота на флота. В периода 30 март 1913 – 1 септември 1913 г. е вахтен началник на кораба „Дръзки“. Същата година служи и на кораба „Надежда“. От 1914 г. е адютант на Подвижната отбрана и флаг-офицер на отряда миноносци. От 1915 г. е командир на кораб. Същата година специализира морско въздухоплаване в Германия. От 1918 до 1919 г. е командир на водосамолетната станция във Варна. Участва в Първата световна война. Бил е член на Главното управление на Народния морски сговор и редактор на сп. „Морски сговор“. От 1925 г. чете лекции по метерология, океанография и морска авиация за офицери и води корабоначалническия курс за гражданския флот. В периода 1928 – 1931 г. е началник на Военноморското училище във Варна. През 1931 г. е назначен за командир на минната дружина, а от 1932 г. е командир на морската бригада. Между 1933 и 1935 г. е командир на Дунавската флотилия. В периода 5 декември 1935 – 1 април 1937 е командир на Военноморския флот (като командващ морската дивизия). След това е помощник-командир на Морската дивизия. Излиза в запас през 1939 г. и започва работа като директор на Черноморския научен институт към Българския народен морски сговор. От 1939 до 1941 г. работи в компанията за внос и износ „Трансконтинентал“.
През 1941 г. е мобилизиран и е произведен в чин контраадмирал. Изпратен е като офицер за свръзка при германското командване в Солун до 1942 г. През 1944 г. отново е мобилизиран и е офицер за свръзка с германското командване в Сърбия, Белград. Уволнен е през 1944 г. През 1946 г. е изселен за 6 месеца в село Паисиево. Работи като преводач на техническа литература. От 1948 г. е член на ОФ. Разработван е от Държавна сигурност през 1953 г. като част от групова разработка „Американци“ за връзки с чуждо разузнаване. Умира на 1 април 1958 г. в София.

## Военни звания
- 2 август 1910 – Подпоручик (Мичман II ранг);
- 15 ноември 1914 – Мичман I ранг;
- 20 юли 1917 – Лейтенант;
- 27 ноември 1923 – Капитан-лейтенант;
- 5 декември 1927 – Капитан II ранг;
- 18 юли 1934 – Капитан I ранг;
- 4 декември 1941 – Контраадмирал.

## Трудове
- „История на Дунавската флотилия за периода 1879 – 1935 година“.
- „Противоподводната и противовъздушна отбрана на морското крайбрежие“,
- „Правилник за управление на българския флот в мирно време"
- „Библиография на Черно море и крайбрежието му“